# Johan Psilanderhielm
Johan Psilanderhielm (* 11. Februar 1728 in Stockholm; † 17. Juli 1799 in Stralsund) war ein schwedischer Generalleutnant.

## Leben

### Herkunft und Familie
Johan war Angehöriger des 1720 nobilitierten schwedischen Adelsgeschlechts Psilanderhielm. Seine Eltern waren der schwedische Rentmeister und Kammerrat Peter Psilanderhielm (1696–1770) und Petronella Sofia, geborene Fries (1708–1748). Der schwedische Konteradmiral Gustaf Psilanderhielm (1735–1811) war sein Bruder. Ein weiterer Bruder, Peter (1734–1758), ist als Brigademajor in preußischen Diensten vor Olmütz geblieben. Johan war verheiratet, verstarb aber ohne Kinder zu hinterlassen.

### Werdegang
Psilanderhielm begann seine Laufbahn im schwedischen Heer 1742 als Freiwilliger bei der Fortifikation. 1744 war er Vize-Korporal im Leibregiment zu Pferd (schwedisch Livregementet till häst). Von hier wechselte er im November 1745 als Leutnant in hessische Dienste und bereits im Dezember selben Jahres zum Regiment „de Fersen“ (französisch Régiment de Fersen 130e RI) ranggleich weiter in französische Dienste. Im Regiment war er 1746 Leibtrabant und avancierte zum Premierleutnant. Bis 1748 blieb Psilanderhielm in französischen Diensten.
Zurück in schwedischen Diensten wurde er 1749 in Schwedisch-Pommern Kapitän im Regiment „Spens“. Als Major wechselte er 1758 zu den „Blauen Husaren“ (schwedisch Blå husarregementet) nach Greifswald, wo er, nachdem er 1760 Ritter des Schwertordens wurde, 1765 zum Oberstleutnant aufstieg. An den Kampfhandlungen des Siebenjährigen Krieges in Pommern hatte er aktiv teilgenommen. Ranggleich wechselte er 1766 zum Leib-Dragoner-Regiment (schwedisch Livdragonregementet) und 1767 zurück zum Blauen-Husaren-Regiment. Seine Beförderung zum Oberst erfolgte 1772, die zum Generalmajor 1776. Als Chef übernahm er 1779 das Regiment „Blixen“ in Stralsund, das bis zu seinem Abschied 1796 als Regiment „Psilanderhielm“ (schwedisch Psilanderhielmska regementet) seinen Namen führte.
Kurz nach Beginn des Krieges in Finnland 1788 avancierte er zum Generalleutnant und wurde Oberkommandant von Göteborg sowie Kommandeur der Verteidigung der schwedischen Westküste.